# V56
Als V56, V-56 oder Vo56, wird eine 297 Exemplare umfassende Serie rumänischer Straßenbahn-Triebwagen mit Stahlaufbau bezeichnet. Die Einrichtungs-Zweiachser entstanden ab 1956 in der Hauptwerkstätte der Straßenbahn Bukarest, als Hersteller firmiert somit die damalige Bukarester Verkehrsgesellschaft Întreprinderea de Transport București, kurz I.T.B. Es handelt sich dabei um Umbauwagen, die auf Fahrgestellen älterer Triebwagen mit Holzaufbau entstanden. Die Typenbezeichnung leitet sich dabei vom ersten Baujahr ab.
Außer im normalspurigen Netz der Hauptstadt Bukarest selbst war der Typ auch in allen rumänischen Meterspur-Betrieben anzutreffen, das heißt in Arad, Galați, Iași und Hermannstadt. Die V56-Triebwagen zogen in der Regel ein bis zwei ebenfalls zweiachsige Beiwagen, darunter neben den parallel gebauten stählernen Baureihen V08mod, V10 und V12 auch ältere V08-Holzaufbauwagen aus der Zwischenkriegszeit. Hermannstadt gab 1970 seine überzähligen Wagen nach Arad und Iași ab. In den 1970er- und 1980er-Jahren wurden die V56 überall durch modernere V2A- und V3A-Gelenkwagen und Timiș-2- beziehungsweise Tatra-T4R-Großraumzüge ersetzt. Lediglich in Iași waren sie noch bis in die erste Hälfte der 1990er Jahre im Einsatz.

## Verteilung
- Bukarest erhielt mit 140 Wagen im Nummernkreis 1 bis 497 die größte Anzahl an V56. Sie entstanden aus den ab 1927 gebauten Fahrzeugen des belgischen Herstellers Société Métallurgique Dyle et Bacalan, ihre elektrische Ausrüstung stammte von der Compagnie Française Thomson-Houston. Neben neuen Wagenkästen erhielten sie außerdem einen Scherenstromabnehmer statt des bisherigen Lyrabügels. Wagen 119 wurde 2008 restauriert und dient seither als Museumswagen.
- Arad erhielt 32 Wagen im Nummernkreis 1 bis 70.
- Galați erhielt 52 Wagen mit den Nummern 1–3, 5–18, 20–24 und 26–55
- Iași erhielt zwischen 1959 und 1964 56 Wagen mit den Nummern 50–105. Ab 1991 erhielten 16 Wagen noch neue Aufbauten unter Verwendung von Bauteilen aus ausgemusterten Timiș-2-Zügen und bekamen die neuen Nummern 100–115 zugeteilt.
- Hermannstadt erhielt 17 Wagen mit den Nummern 1–17.

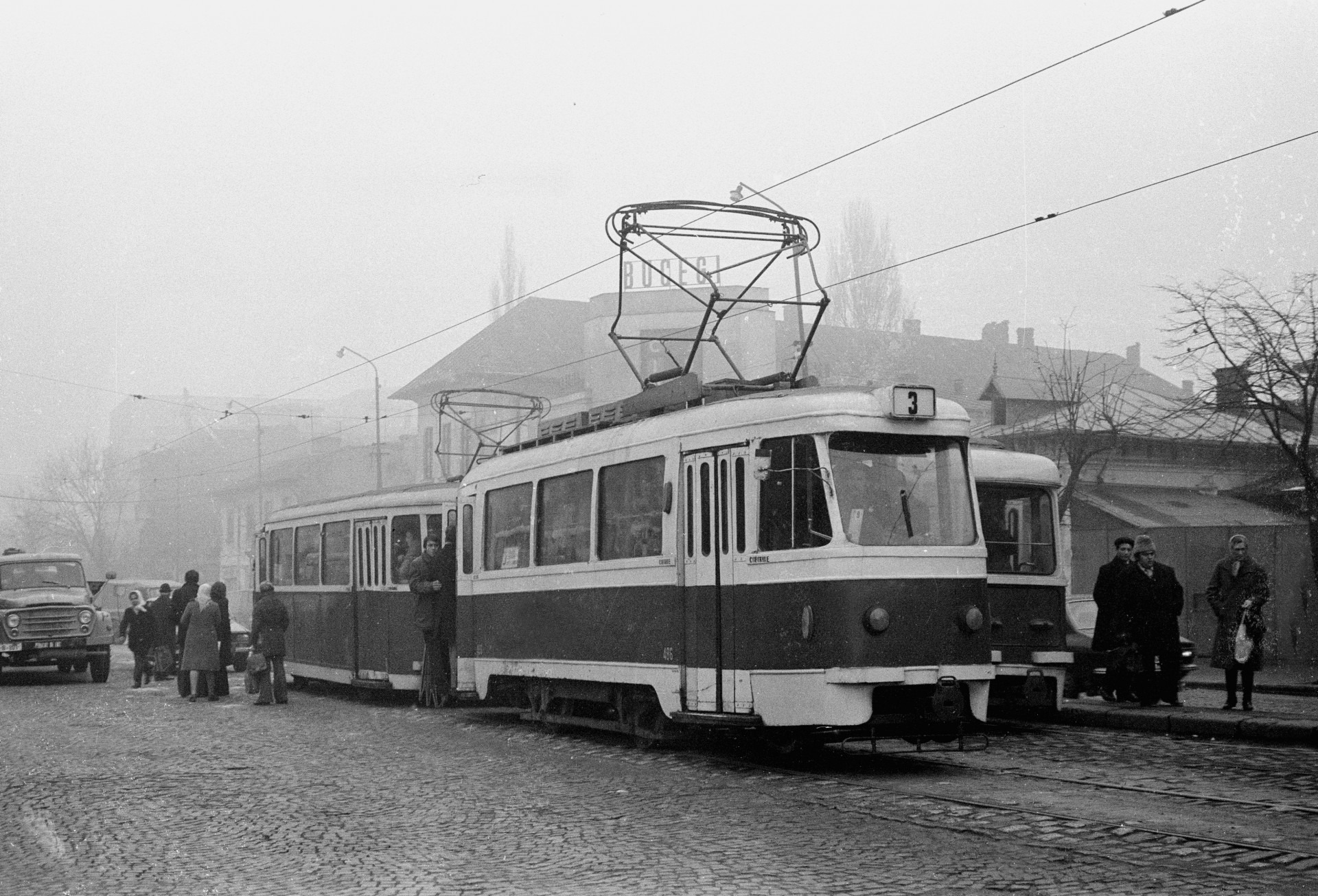
Ein V56-Triebwagen mit V10-Beiwagen auf der Bukarester Linie 3, 1976
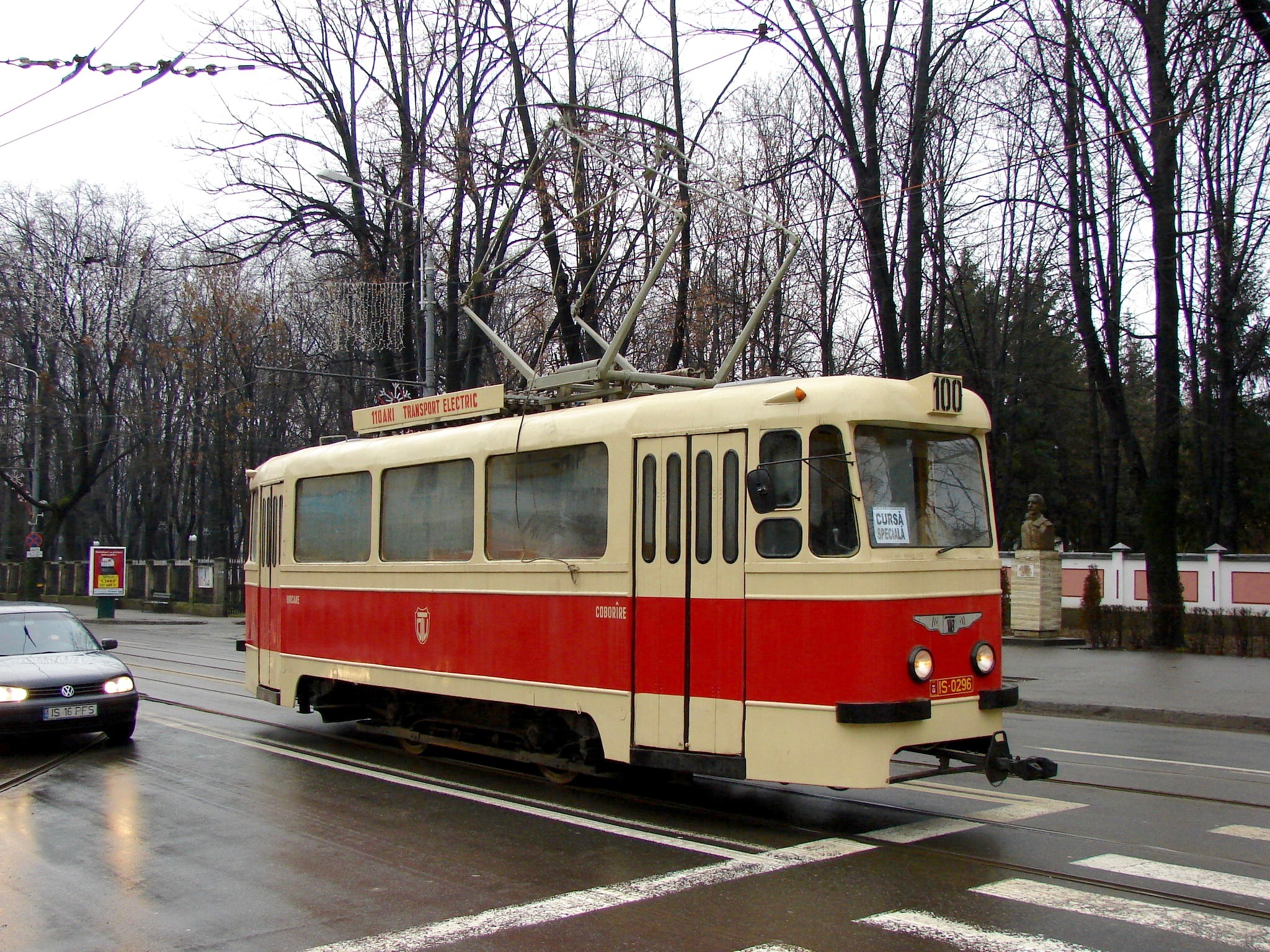
1961 gebauter Museumswagen Nummer 100 in Iași, 2008
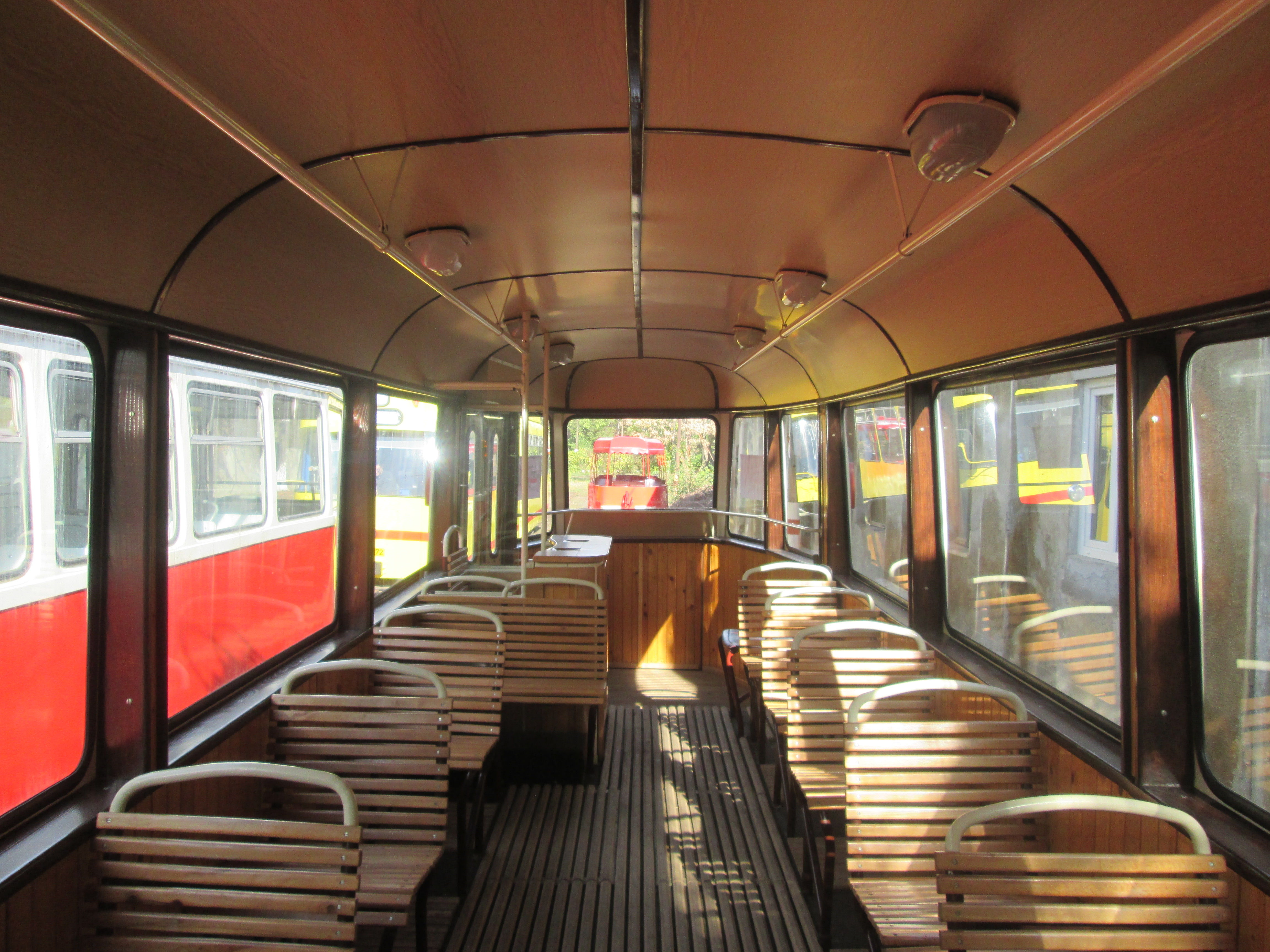
Innenraum des Bukarester Museumswagens
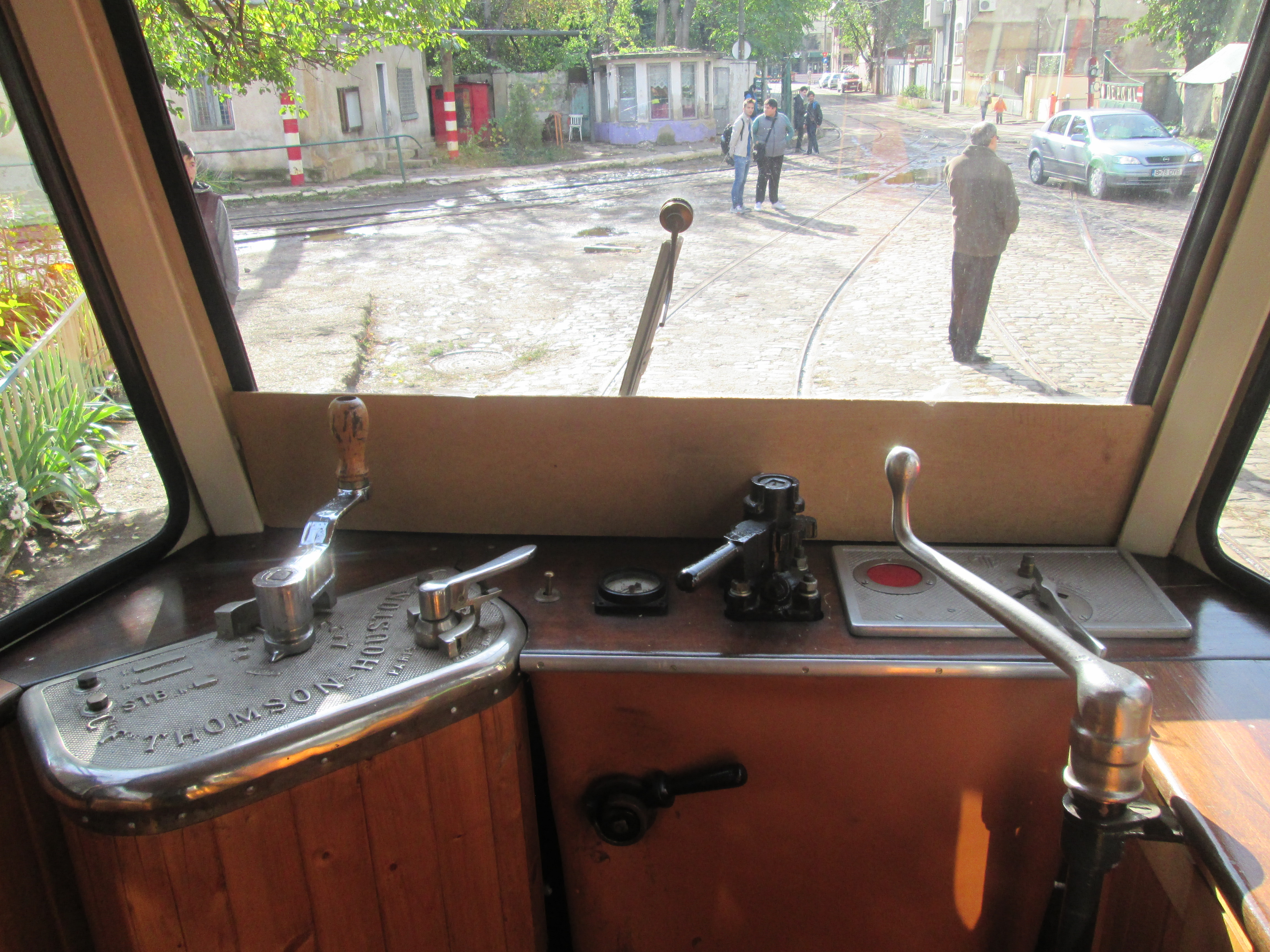
Führerstand mit einem alten Thomson-Houston-Fahrschalter, der noch aus dem Spenderwagen mit Holzaufbau stammt
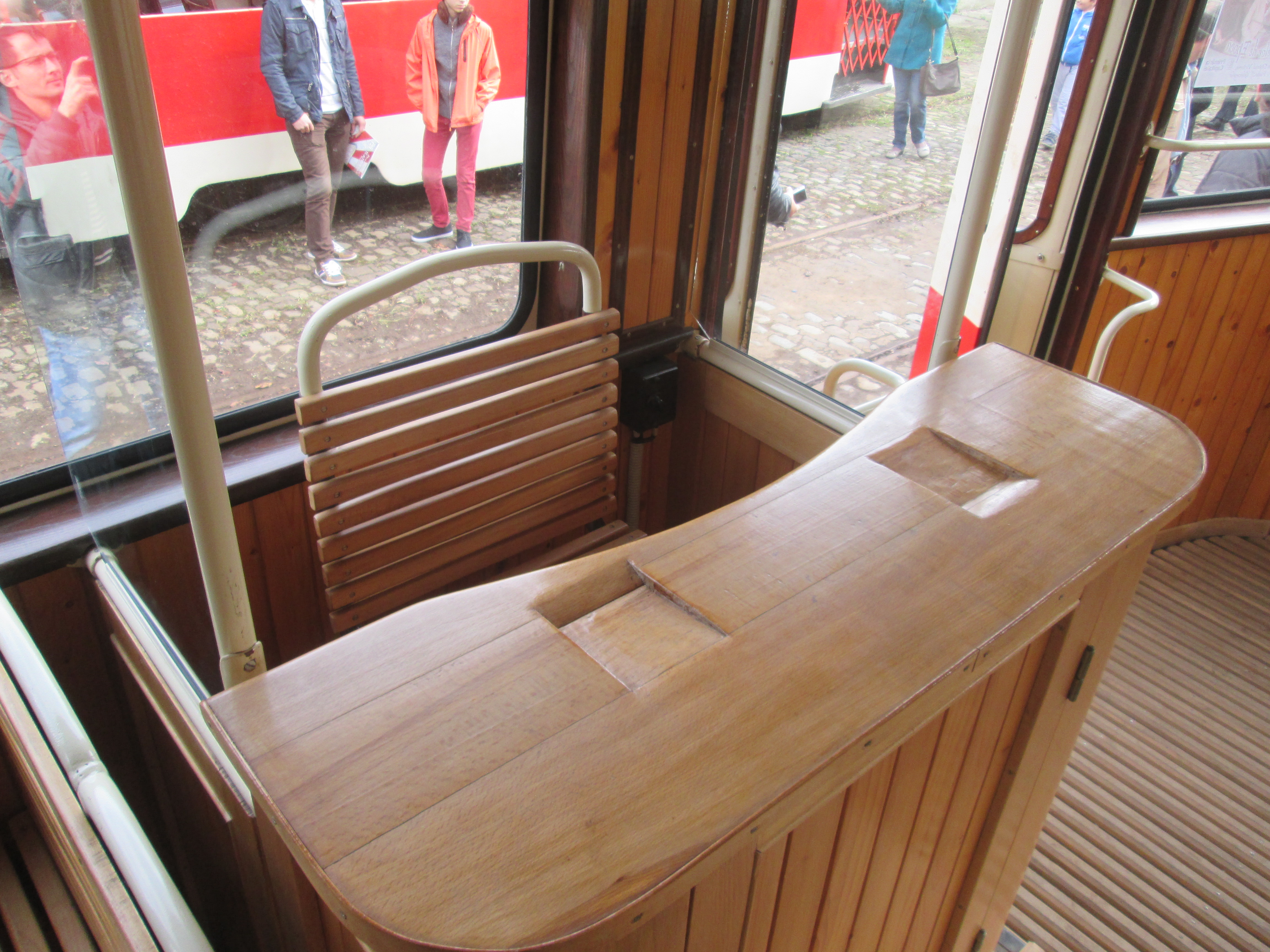
Schaffnersitz